# خانواده محبوب
خانواده محبوب یک مجموعه تلویزیونی محصول سال ۱۳۷۷ به کارگردانی حسین فرخی و تهیه‌کنندگی میترا راعی ، و مدیر تولید و مدیر برنامه ریزی سید آرش حسینی که ایشان باعث انتخاب و اولین حضور حرفه ای شهاب حسینی به عنوان بازیگر می‌باشد. این سریال از شبکه دو سیما پخش شد.

## بازیگران
- حسین محب‌اهری
- سایان فرخی
- شهاب حسینی
- گلچهره دانش
- لیلا موسوی